# Vestenbergsgreuth
Vestenbergsgreuth – gmina targowa w Niemczech, w kraju związkowym Bawaria, w rejencji Środkowa Frankonia, w regionie Industrieregion Mittelfranken, w powiecie Erlangen-Höchstadt, wchodzi w skład wspólnoty administracyjnej Höchstadt an der Aisch. Leży około 28 km na północny zachód od Erlangen.

## Dzielnice
W skład gminy wchodzą następujące dzielnice: Dutendorf, Frickenhöchstadt, Frimmersdorf, Kleinweisach i Vestenbergsgreuth.

## Polityka
Rada gminy składa się z 12 członków:
|      | SPD | FWG Frimmersdorf | WG Oberer Weisachgrund | FWG | Razem     |
| 2002 | 1   | 3                | 2                      | 6   | 12 miejsc |

### Współpraca
Miejscowość partnerska:
- Nowe Miasto nad Wartą, Polska

## Oświata
(na 1999)

W gminie znajduje się 75 miejsc przedszkolnych (67 dzieci) oraz szkoła podstawowa.